# Tlacaélel

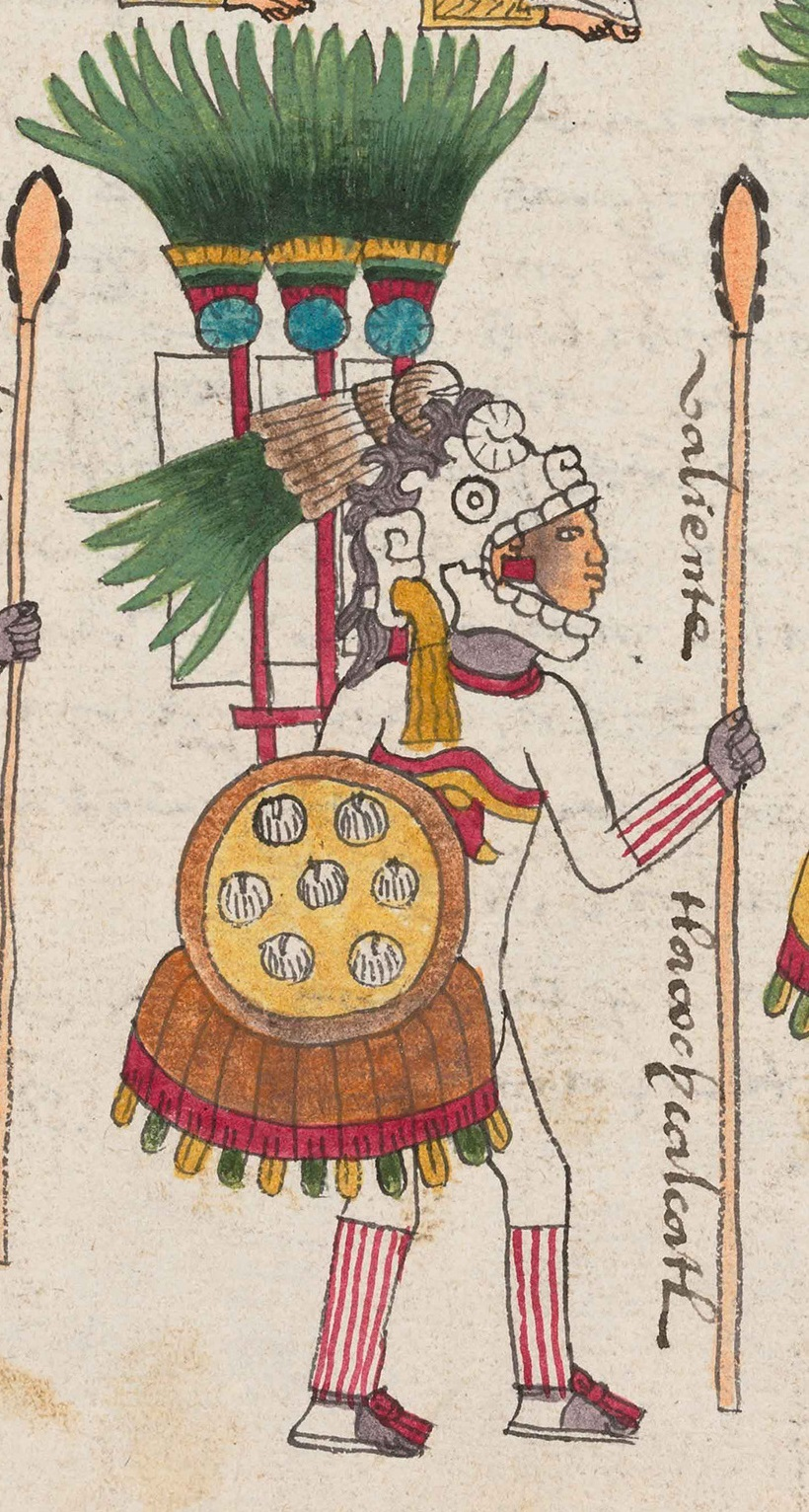
Abbildung von Tlacaélel

Tlacaélel (* 1397 oder 1398 in Tenochtitlan; † 1487 im Aztekenreich) war der Hauptarchitekt des Aztekischen Dreibunds und damit des Aztekenreiches im heutigen Mexiko. Er war der Sohn von Kaiser Huitzilihuitl und Königin Cacamacihuatl, Neffe von Kaiser Itzcoatl, Vater des Dichters Macuilxochitzin und Bruder der Kaiser Chimalpopoca und Moctezuma I.
Während der Regierungszeit seines Onkels Itzcoatl erhielt Tlacaélel das Amt des Tlacochcalcatl (Kriegsherren), aber während des Krieges gegen die Tepaneken Ende der 1420er Jahre wurde er zum ersten Berater des Herrschers befördert, einer Position namens Cihuacoatl (einer Art Ministerpräsident), einem Amt, das Tlacaélel innehatte während der Regierungszeit von vier aufeinanderfolgenden Kaisern bis zu seinem Tod im Jahre 1487.
Tlacaélel formulierte oder stärkte das Konzept der Azteken als auserwähltem Volk neu, erhob den Stammesgott Huitzilopochtli an die Spitze des Pantheons der Götter und verstärkte den Militarismus. Gleichzeitig soll Tlacaélel das Ausmaß und die Verbreitung von Menschenopfern erhöht haben, insbesondere während einer Zeit von Naturkatastrophen, die 1446 begann (laut Diego Durán). Durán gibt auch an, dass während der Regierungszeit von Moctezuma I. als Erfindung von Tlacaélel die Blumenkriege, in denen die Azteken gegen Tlaxcala und andere Nahua-Stadtstaaten kämpften, begannen.
Um den aztekischen Adel zu stärken, half er bei der Schaffung und Durchsetzung von Prämiengesetzen und verbot den Bürgern, bestimmte Schmuckstücke wie Lippenstöpsel, goldene Armbinden und Baumwollmäntel zu tragen. Er initiierte auch eine Politik des Verbrennens der Bücher eroberter Völker mit dem Ziel, alle Erinnerungen an eine vor-aztekische Vergangenheit zu löschen.
Als er den siebten Wiederaufbau des Templo Mayor in Tenochtitlan stiftete, hatte Tlacaélel seine Nation auf den Höhepunkt ihrer Macht gebracht. Die Einweihung fand 1484 statt und wurde mit der Opferung vieler Kriegsgefangener gefeiert. Nach Tlacaélels Tod im Jahr 1487 expandierte das Aztekenreich weiter nach Norden in die Gebiete der Chichimeken und nach Süden in Richtung der Maya-Staaten.